# You Ain’t Seen Nothing Yet
You Ain’t Seen Nothing Yet ist ein Rocksong der kanadischen Band Bachman-Turner Overdrive aus dem Jahr 1974. Der Titel wurde international zu einem Top-10-Erfolg und belegte unter anderem Rang eins der amerikanischen Billboard Hot 100 sowie Anfang 1975 der deutschen Singlecharts. Der Text und die Musik des Liedes stammen von Randy Bachman, der es auch produzierte.

## Entstehung
Das Lied entstand nach Angaben von Randy Bachman als reiner Improvisationssong und „joke song“ für die Band und als Testlied für die Mikrofon- und Aufnahmeeinstellungen für das Album Not Fragile im Studio. Es war ursprünglich nicht zur Veröffentlichung geplant, eignete sich jedoch durch die Dynamik der Gitarren als Testsong. Bei den Aufnahmen wurde nicht darauf geachtet, den Song zu optimieren oder auch nur die Instrumente korrekt einzustellen. Die Melodie und das Intro wurden dabei von dem Lied „Only You Know and I Know“ von Dave Mason inspiriert.
Bei der Vorstellung des Albums bei Mercury Records wurde er nicht abgespielt. Der Chef der Plattenfirma, Charlie Fach, fand bei den acht geplanten Titeln jedoch keinen mit Hitfaktor. Mit Zustimmung von Bachman spielte der Techniker dann auch noch den Testsong und Fach war begeistert. Er wollte ihn exakt so, wie er aufgenommen wurde, mit auf das Album nehmen.

## Text und Musik

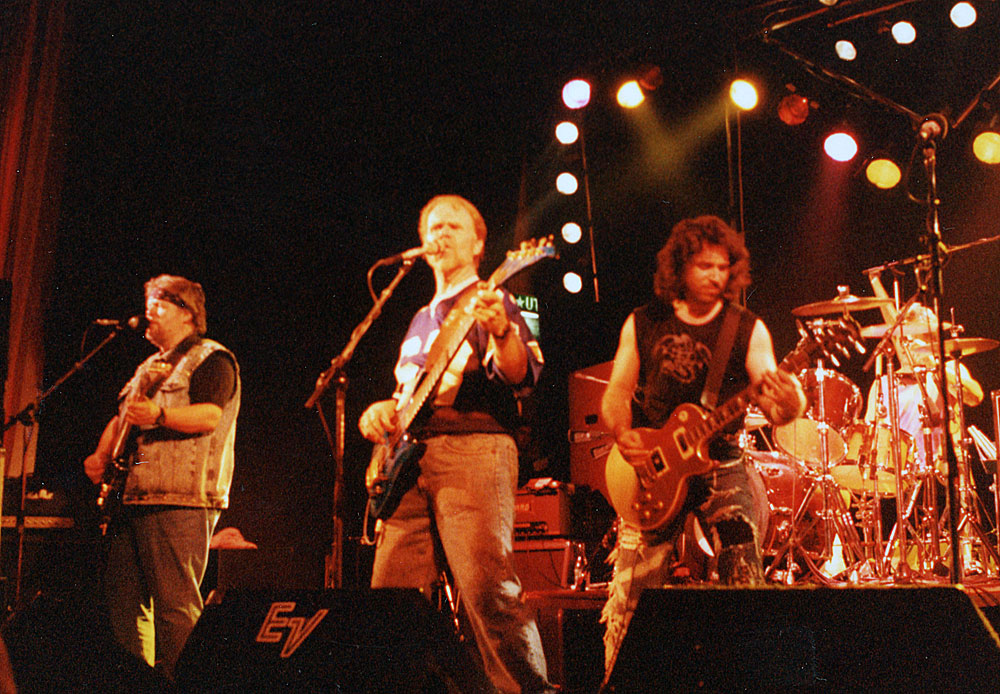
Bachman-Turner Overdrive (1991)

Der Songtext beschreibt, wie der Sänger eine „devil woman“ trifft und diese ihn verführt. Wie die Musik wurde der Songtext improvisiert, wodurch er verschiedene unsinnige Sätze enthält. So ist der Refraintext „You Ain’t Seen Nothing Yet“, eine umgangssprachliche Redensart, als doppelte Verneinung grammatisch unkorrekt. Auch Sätze wie „She took me to her doctor and he told me of a cure“ sagen nach Darstellung der Band nichts aus, obwohl sie zu Gerüchten führten, das Lied handle von Herpes oder einer anderen sexuell übertragbaren Erkrankung.
You Ain’t Seen Nothing Yet ist zudem einer von wenigen bekannten Rocksongs, in denen gestottert wird. So singt Randy Bachman im Refrain mehrfach „B-b-b-baby, you just ain’t seen n-n-nothin’ yet.“ Laut Bachman hatte er die Stotterphrasen aus Spaß in den Refrain eingebettet, um die Aufnahme seinem Bruder Gary zu schicken, der Stotterer war. Er spielte auch eine Version ohne Stottern ein, die jedoch von der Plattenfirma als weniger gelungen betrachtet wurde.

## Veröffentlichung
Das Lied erschien am 9. September 1974 bei Mercury Records als Single, auf der B-Seite wurde das Instrumental-Stück Free Wheelin’ aufgenommen:
1. You Ain’t Seen Nothing Yet – 3:31
2. Free Wheelin’ – 3:44

Beide Songs erschienen im September 1974 zudem auf dem Album Not Fragile, das als einziges Album der Band eine Nummer-eins-Platzierung in den US-amerikanischen Albumcharts erreichte.

## Rezeption
Das Lied wurde zu einem Rockklassiker und ist bis heute auf zahlreichen Kompilationen der Rockmusik der 1970er Jahre enthalten. Es war zudem Teil des Soundtracks verschiedener Filme wie Turbulenzen – und andere Katastrophen von 1999, Joe Dirt von 2001, Dein Ex – Mein Albtraum von 2007 und The Watch – Nachbarn der 3. Art von 2012. Zudem kommt das Lied in der Geschichte Big Driver von Stephen King vor, bei der der Protagonist You Ain’t Seen Nothing Yet aus einem Auto hört.

## Kommerzieller Erfolg

### Chartplatzierungen
Die Single erreichte in Deutschland Platz eins der Singlecharts und hielt sich eine Woche an dieser Stelle sowie 15 Wochen in den Top 10 und 24 Wochen in der Hitparade. In Österreich erreichte die Single Position drei und blieb 20 Wochen in den Charts. In der Schweizer Hitparade gelangte sie in die Top 10 bis auf Rang fünf und blieb neun Wochen in den Charts. International war sie in den US-amerikanischen Billboard Hot 100 ein Nummer-eins-Hit und stieg in den britischen Musikcharts bis auf Rang zwei. Es war damit sowohl in den Vereinigten Staaten wie auch in Deutschland die erste und einzige Nummer-Eins-Single von Bachman-Turner Overdrive und Randy Bachman hatte vorher nur aus seiner Zeit bei The Guess Who 1970 mit American Woman einen weiteren Nummer-eins-Hit in den USA.
| ChartsChartplatzierungen       | Höchstplatzierung | Wochen |
| ------------------------------ | ----------------- | ------ |
| Deutschland (GfK)              | 1 (24 Wo.)        | 24     |
| Österreich (Ö3)                | 3 (20 Wo.)        | 20     |
| Schweiz (IFPI)                 | 5 (9 Wo.)         | 9      |
| Vereinigte Staaten (Billboard) | 1 (17 Wo.)        | 17     |
| Vereinigtes Königreich (OCC)   | 2 (12 Wo.)        | 12     |

| ChartsJahrescharts (1975)      | Platzierung |
| ------------------------------ | ----------- |
| Deutschland (GfK)              | 7           |
| Österreich (Ö3)                | 12          |
| Vereinigte Staaten (Billboard) | 98          |

### Auszeichnungen für Musikverkäufe
Im Vereinigten Königreich wurde der Single für 250.000 verkaufte Exemplare Silber verliehen. In den Vereinigten Staaten bekam You Ain’t Seen Nothing Yet für eine Million verkaufter Exemplare eine Goldene Schallplatte.
| Land/Region                  | Auszeichnungen für Musikverkäufe (Land/Region, Auszeichnung, Verkäufe) | Verkäufe  |
| ---------------------------- | ---------------------------------------------------------------------- | --------- |
| Neuseeland (RMNZ)            | Platin                                                                 | 30.000    |
| Vereinigte Staaten (RIAA)    | Gold                                                                   | 1.000.000 |
| Vereinigtes Königreich (BPI) | Silber                                                                 | 250.000   |
| Insgesamt                    | 1× Silber · 1× Gold · 1× Platin ·                                      | 1.280.000 |

## Coverversionen
You Ain’t Seen Nothing Yet wurde von mehreren Bands und Musikern neu veröffentlicht oder gecovert. Dabei wurde in der Regel der Originalsong neu interpretiert. Es gibt jedoch auch einige, vor allem deutsche, Varianten, bei denen zur Musik von You Ain’t Seen Nothing Yet ein neuer Text gesetzt wurde, teilweise auch verballhornend wie etwa bei der Version von Guildo Horn (Ich bin doch nicht zu fett) oder der Spider Murphy Gang (Geh zoag ma doch dei Ding). Einige Interpretationen setzten das Lied mit anderen Rocksongs zu Kompilationen und Mixes zusammen, so etwa James Last bereits 1975 in seiner Reihe Nonstop Disco Dancing oder modernere Projekte wie Jive Bunny & the Mastermixers als Medley Rock the Party. Zu den Bands und Interpreten, die das Lied in einer Coverversion veröffentlichten, gehören: u. a.
- 1975: Blue Jerry & „The Band“ – You Ain’t Seen Nothin’ Yet
- 1975: James Last – You Ain’t Seen Nothing Yet / The Bridge / Goodbye My Love / Giddy Up, Giddy Up
- 1976: Burton Cummings – You Ain’t Seen Nothin’ Yet
- 1988: The Strangemen – You Ain’t Seen Nothin’ Yet
- 1989: Figures On A Beach – You Ain’t Seen Nothing Yet
- 1989: Spider Murphy Gang – Geh zoag ma doch dei Ding
- 1990: The Almighty – You Ain’t Seen Nothin’ Yet (Live)
- 1991: Ostbahn-Kurti & die Chefpartie – Na, des siech i ned
- 1994: Krokus – You Ain’t Seen Nothin’ Yet
- 1994: The Poorboys – You Ain’t Seen Nothin’ Yet
- 1994: The Countdown Singers – You Ain’t Seen Nothin’ Yet
- 1997: Randy Bachman mit Ringo Starr & His All Starr Band – You Ain’t Seen Nothin’ Yet (auf Ringo Starr and His Third All-Starr Band Volume 1)
- 1998: Jive Bunny & the Mastermixers – Rock the Party
- 2000: The Rockys – Liebling noch nicht jetzt
- 2002: Guildo Horn – Ich bin doch nicht zu fett
- 2006: The Disco Boys – B-B-B-Baby
- 2006: Studio 99 – You Ain’t Seen Nothin’ Yet
- 2011: CDM Rock Masters – You Ain’t Seen Nothin Yet

Samples aus dem Lied wurden zudem in dem Rap-Song Funky Cold Medina von Tone Lōc verwendet, der zudem auch Samples anderer Rockklassiker wie Get Off Your Ass and Jam von Funkadelic, Hot Blooded von Foreigner, (I Can’t Get No) Satisfaction von den Rolling Stones, Christine Sixteen von Kiss und All Right Now von Free integriert.

## Belege
1. 1 2  Bachman-Turner-Overdrive – You Ain’t Seen Nothing Yet / Free Wheelin’. 45cat.com, abgerufen am 20. Juli 2020.
2. 1 2 3 4  Greg Prato: Interview mit Randy Bachman auf songfacts.com, abgerufen am 19. Juli 2020.
3. 1 2 3 4 5 6  You Ain’t Seen Nothing Yet auf songfacts.com, abgerufen am 19. Juli 2020.
4. ↑  The Free Dictionary: You ain’t seen nothing yet! Farlex, Inc., abgerufen am 31. Juli 2020 (englisch).
5. ↑  Pascal Tréguer: Meaning and Origin of “You Ain’t Seen/Heard Nothing Yet”. Abgerufen am 31. Juli 2020 (englisch).
6. ↑  "You Ain't Seen Nothing Yet" - Bachman-Turner Overdrive. In: superseventies.com. Abgerufen am 15. August 2020 (englisch).
7. ↑  Not Fragile bei Discogs; abgerufen am 18. Juli 2020.
8. 1 2  Chartplatzierung in Deutschland. In: offiziellecharts.de. Abgerufen am 19. Juni 2024.
9. 1 2 3  Chartplatzierung in Österreich. In: austriancharts.at. Abgerufen am 19. Juni 2024.
10. 1 2 3  Chartplatzierung in der Schweiz. In: hitparade.ch. Abgerufen am 19. Juni 2024.
11. 1 2  Chartplatzierung in Großbritannien. In: officialcharts.com. Abgerufen am 19. Juni 2024 (englisch).
12. ↑  Chartplatzierung in den USA. In: billboard.com. Abgerufen am 19. Juni 2024 (englisch).
13. ↑  Jahrescharts 1975 in Deutschland. In: offiziellecharts.de. Abgerufen am 19. Juni 2024.
14. ↑  Jahrescharts 1975 in Österreich. In: austriancharts.at. Abgerufen am 19. Juni 2024.
15. ↑  Jahrescharts 1975 in den USA. In: billboard.com. Abgerufen am 19. Juni 2024 (englisch).
16. 1 2  Brit certified. In: bpi.co.uk. Abgerufen am 19. Juni 2024 (englisch).
17. 1 2  Gold & Platinum. In: riaa.com. Abgerufen am 19. Juni 2024 (englisch).
18. ↑  Single Certification Search. In: radioscope.co.nz. Abgerufen am 25. Juni 2025 (englisch).
19. ↑  You Ain’t Seen Nothing Yet auf cover.info, abgerufen am 19. Juli 2020.
20. ↑  Funky Cold Medina auf songfacts.com, abgerufen am 26. Juli 2020.